# DIGILOG 1/2
《DIGILOG 1/2》는 2011년 11월 25일에 발매된 다이나믹 듀오의 데뷔 10주년 기념인 정규 6집 첫 번째 앨범이다.

## 수록곡
1. Digilog Intro
2. 살발해 (Forever Young) (Feat. Beenzino)
3. 해뜰때까지만 (Girl)
4. 사선에서 (In The Line Of Fire) (Feat. Mad Soul Child)
5. 막잔하고 나갈게 (Lost One)
6. 수면장애 (Sleep Disorder)
7. 불타는 금요일 (Friday Night) TITLE
8. Precious Love (Feat. Jinbo)
9. 남자로서 (Great Expectation)

## 특징
- '살발해'는 서른 두 살의 나이로 이제 막 군대에서 제대한 다이나믹 듀오의 심리 상태와 삶의 방식을 경쾌한 비트 위에 표현한 노래이다. (Produced by Gaeko)
- '수면장애'는 1집 [Taxi Driver] 수록곡 ‘불면증’ 의 리믹스 버전을 구상하다가 영감을 얻은 곡. ‘잠’이라는 문제 앞에 처한 최자와 개코의 각기 다른 상황을 기존 힙합곡의 형식과는 다른 특이한 구성으로 유쾌하게 풀어냈다. (Produced by ASSBRASS)
- '남자로서'는 다이나믹 듀오가 이번 앨범 작업 중 태어난 개코의 아들 “리듬이(태명)”에게 바치는 노래. 개코는 아버지로서, 최자는 삼촌으로서 리듬이가 멋지고 건강한 남자로 올바르게 자랐으면 하는 마음을 담았다. (Produced by Primary)